# Düsternbrook
Düsternbrook, Kiel-Düsternbrook – dzielnica miasta Kilonia w Niemczech, w kraju związkowym Szlezwik-Holsztyn.